# قانون بيكهام
" قانون بيكهام " ( (بالإسبانية: ley Beckham)‏ (المرسوم الملكي رقم 687/2005) هو مرسوم ضريبي إسباني صدر في يونيو 2005.  اكتسب القانون هذا الإسم بعد أن أصبح نجم كرة القدم ديفيد بيكهام أول من استفاد منه. ويستهدف القانون جميع العمال الأجانب (وخاصة الأثرياء منهم) الذين يعيشون في إسبانيا. ويقوم القانون على أن يدفع هؤلاء الأشخاص الضرائب على دخلهم وأصولهم الإسبانية وليس على دخلهم وأصولهم غير الإسبانية. 

## الخلفية
بموجب قانون الضرائب الإسباني ، يعتبر الأفراد الذين يقضون 183 يومًا أو أكثر خلال السنة الضريبية في إسبانيا مقيمين ضريبيين عادةً. يتم تجاهل الغيابات المؤقتة عند تحديد الإقامة ما لم يتمكن الشخص من إثبات أنه يقيم بشكل معتاد في بلد آخر. وبناء على ذلك، فإن لاعبي كرة القدم القادمين إلى إسبانيا سيصبحون تلقائيا مقيمين ضريبيين إسبان على أساس قاعدة حساب الأيام (أكثر من 183 يوما)، وباعتبارهم مقيمين إسبان، فإنهم سيكونون مسؤولين عن الضريبة الإسبانية على دخولهم وأصولهم في جميع أنحاء العالم.
ومع ذلك، فإن المرسوم الملكي رقم 687/2005 يعدل هذا القانون فيما يتعلق بالعمال الأجانب الأثرياء. ولتخفيف العبئ الضريبي لهؤلاء ومن أجل جذب أشخاص أمثال بيكهام وكبار رجال الأعمال، قدمت الحكومة تعديلات على الإقامة الضريبية .
في 10 يونيو 2005، وافقت الحكومة الإسبانية على المرسوم الملكي رقم 687/2005 لتنفيذ لوائح ضريبة الدخل الشخصي فيما يتعلق بالمادة 9.5 من قانون ضريبة الدخل الشخصي الإسباني. ينظم "قانون بيكهام"، كما هو معروف، الإجراءات التي تنطبق على النظام الضريبي الإسباني الجديد للمغتربين والذي دخل حيز التنفيذ منذ الأول من يناير 2004.
يتيح التغيير التشريعي للشخص الذي انتقل من بلد آخر إلى إسبانيا اختيار دفع الضرائب كمقيم إسباني أو كمقيم غير إسباني. يسري الاختيار في سنة الوصول إلى إسبانيا ويستمر لمدة السنوات الخمس التالية. من خلال اختيار أن يكون الشخص غير مقيم، فإنه يستطيع أن يحد من التزاماته الضريبية الإسبانية بحيث تنطبق على الدخل والأصول الإسبانية فقط وبالتالي استبعاد دخله وأصوله في جميع أنحاء العالم. وبناءً على ذلك، بموجب قواعد ضريبة الدخل الإسبانية للأشخاص غير المقيمين، فإنهم قد يتجنبون دفع الضرائب على دخلهم العالمي لمدة تصل إلى ست سنوات ضريبية شريطة استيفاء شروط معينة.
وفي حالة إجراء مثل هذا الاختيار، فسوف يخضع المغترب للضرائب الإسبانية على دخله من مصدر إسباني وعلى أصوله الموجودة أو القابلة للتصرف في الأراضي الإسبانية، والتي يتم حسابها بمعدل ضريبي ثابت قدره 24.75% على دخله من الراتب (تم زيادة معدل الضريبة من 24% إلى 24.75% في يناير 2012). وهذا بدلاً من فرض ضريبة تصاعدية على الأفراد المقيمين (تتراوح من 24% إلى 43%) خلال عام الإقامة الضريبية في إسبانيا وعلى مدى السنوات الخمس المتتالية التالية. وبموجب هذا الخيار، لا يحصل دافع الضرائب على أي مخصصات شخصية أو خصومات أخرى من الدخل الإجمالي (على سبيل المثال تكاليف الرهن العقاري)، وبالتالي بالنسبة لأصحاب الدخول المنخفضة، لا يؤدي هذا دائمًا إلى انخفاض العبء الضريبي .
وفي نوفمبر 2009، أفادت الأنباء أن القانون كان قيد التجربة، وأن الأجانب الذين يدخلون إسبانيا بعد الأول من يناير 2010 لن يتمكنوا من الاستفادة بنفس الطريقة كما كانوا يستفيدون من قبل. ومع ذلك فإن القانون ظل ساري المفعول.

## الشروط
لا يمكن للاشخاص الاستفادة من قانون بيكهام إذا كانوا يقيمون في إسبانيا في السنوات الخمس السابقة (كانت 10 سنوات) قبل الاستقرار في إسبانيا.
أن يكون الانتقال إلى إسبانيا للعمل بموجب عقد.
يجب تنفيذ مهام العمل في إسبانيا، على الرغم من أنه يُسمح بالعمل خارج إسبانيا لمدة تصل إلى 15% من الوقت.
يجب أن يكون صاحب العمل شركة إسبانية أو كيانًا إسبانيًا أو إذا لم يكن مقيمًا إسبانيًا فيجب على صاحب العمل العمل من خلال منشأة دائمة في إسبانيا.
لا يعتبر الدخل الناتج عن العمل معفيًا بموجب قانون ضريبة الدخل الإسباني.